# Front de libération des nains de jardin
Pour les articles homonymes, voir Front de libération.

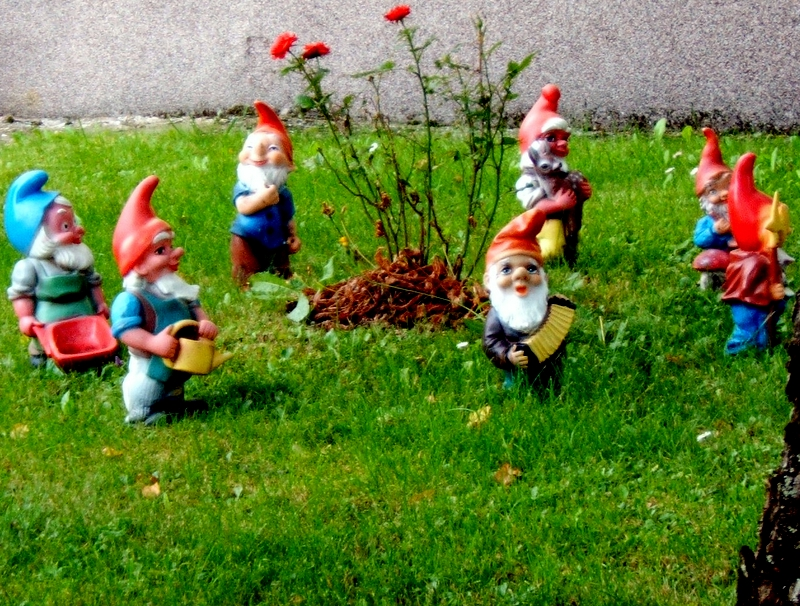
Nains de jardin.

Le Front de libération des nains de jardin (FLNJ) est un réseau de groupes informels dont l'objectif « vise à rendre la liberté des nains de jardin » en les transportant depuis les jardins de leurs propriétaires vers des lieux où ils sont considérés comme libres (par exemple des forêts, qui sont dans les légendes les habitats des nains).

## Objectifs
D'après les membres du FLNJ, c'est la farce en elle-même (introduction dans un jardin en groupe et de nuit, prise des nains puis fuite, et enfin dépôt des nains au lieu de libération) qui est valorisée et non la fin, c'est-à-dire l'expropriation des nains. En effet, les membres du FLNJ prennent soin de déposer dans la boite aux lettres de leurs victimes une missive contenant une présentation du groupe ainsi que l'emplacement des nains, pour que les propriétaires puissent les récupérer.

## Historique
Cette organisation secrète est née en juin 1996 en France, à Alençon dans l'Orne. Le premier groupe (ou canal) du FLNJ est resté actif jusqu'en janvier 1997. Bien que ce premier groupe ait rapidement cessé ses activités, quelques articles dans la presse ont suscité des vocations : « Le mouvement a déjà pris, partout en France. Des FLNJ surgissent ici ou là, sans concertation ». En février 1997, à Grigny (Essonne), en avril dans le Sud sous le nom de « FLNJ-Canal hystérique » et en Aquitaine, en juin à Aixe (Haute-Vienne, pas moins de 119 nains retrouvés) et à Pont-l'Abbé (Finistère), en juillet Neuland (Haut-Rhin) et à Firminy (Loire), en août à Arc-sur-Tille (Côte-d'Or, à Saint-Groux (Charente, 127 nains), à Metz, et à Béthune (Pas-de-Calais, 182 nains retrouvés). La même année, 156 nains seront libérés à Sens (Yonne) à 100 mètres de la gendarmerie.
Le mouvement s'étend en France, en Europe et sur le continent américain. Une liste des « canaux » publiée sur le site www.flnjfrance.org en 2006 mentionne 165 groupes en France, trois en Belgique, cinq au Québec, deux en Espagne, trois en Allemagne et cinq en Suisse ; il y aurait 192 groupes actifs inscrits sur ce site, avec 1 086 membres « qui ont libéré en tout 4 246 nains ». Même si ces informations ne sont pas vérifiables, elles témoignent d'une activité qui s'est étendue de 1996 à 2009. Le forum du site compte des centaines de personnes inscrites en 2006.
En 2011, encore 71 nains sont découverts dans un hangar désaffecté à Saint-Germain-du-Corbéis (Orne). Au fil des années, de nombreuses plaintes ont été déposées et dans certains cas, certains individus soupçonnés ont dû comparaître devant le tribunal et expliquer leurs actes.